# RAD Data Communications
RAD Data Communications este o companie din Israel specializată în producția, furnizarea și implementarea echipamentelor de rețea pentru comunicații de date și aplicații în telecomunicații.
În anul 2005, compania a avut vânzări de 150 milioane de dolari,
față de 135 milioane de dolari în 2004.
În portofoliul de clienți al RAD se numără, la nivel mondial, Boeing, JP Morgan, Deutsche Telekom, Vodafone, Orange și Hutchinson.

## RAD Data Communications în România
Compania este prezentă și în România, începând cu anul 1993.
Soluțiile companiei conțin echipamente RAD ce acoperă necesități diverse, de la „clasicele” abordări pentru acces către rețele SDH (prin intermediul structurii de cabluri de cupru sau prin fibră optică), până la utilizarea noii tehnologii de tip TDM over IP (RAD deține patentul sintagmei „TDMoIP”), ce oferă posibilitatea prezervării soluțiilor de comunicații pe suport IP.
Printre clienții RAD se numără Romtelecom, Mobifon, RCS&RDS, Metrorex, CFR și Electrica.
În anul 2004, compania a vândut în România rețelistică în valoare de 2,6 milioane de dolari.